# 112 pr. n. št.

## Dogodki
- vojna med Rimom in numidijskim kraljem Jugorto.